# HMS Ark Royal (R07)
Pour les autres navires du même nom, voir HMS Ark Royal.
Le HMS Ark Royal est un porte-aéronefs léger de classe Invincible en service dans la Royal Navy de 1985 à 2011. La quille fut posée le 14 décembre 1978 dans les chantiers navals de Swan Hunter à Wallsend. Le lancement eut lieu le 2 juin 1981 en présence de la reine mère.
Troisième porte-avions de classe Invincible, après le HMS Invincible et le HMS Illustrious, il mettait en œuvre des avions à décollage et atterrissage verticaux (porte-avions de type STOVL, pour « Short TakeOff, Vertical Landing »).
Le HMS Ark Royal était le navire amiral de la Royal Navy de 2005 à 2007 et de 2009 à 2010. Depuis 2021, ce rôle est endossé par le HMS Queen Elizabeth.

## Caractéristiques
- 4 turbines Rolls-Royce Olympus TM3B (75 MW)
- 8 groupes électrogène Paxman
- Équipage : 685 marins et 366 « aéro » (personnel non-permanent détaché pour les aéronefs)

## Service
En 2003, le HMS Ark Royal prit part aux opérations en Irak. Depuis 2004, l'amirauté britannique a revu l'emploi de ses porte-avions. Ainsi des tests ont été effectués pour apprécier le comportement du navire en qualité de LPH, avec appontage d'hélicoptères AH-64 Apache sur le HMS Ark Royal. Il doit rester en service jusqu'en 2016 puis être remplacé par un porte-avions lourd, le HMS Prince of Wales.
En octobre 2010, à la suite de l'annonce par le gouvernement David Cameron de mesures d'austérité budgétaire, le démantèlement du HMS Ark Royal est décidé avec effet immédiat ; le Royaume-Uni n'a donc plus de navire capable de transporter des avions pendant au moins sept à huit ans.
Le 23 novembre 2010, l’Ark Royal accueillait pour la dernière fois un avion à décollage court et appontage vertical Harrier GR.9. 
La Royal Navy ne retrouvera un groupe aérien embarqué qu'avec le second porte-avions de la classe Queen Elizabeth, dont la mise en service est prévue vers 2020. En attendant la mise en service de cette nouvelle plateforme, la marine britannique ne conservera qu'un porte-hélicoptères (soit le HMS Illustrious, soit le HMS Ocean).
Un temps envisagé comme navire musée, héliport flottant à Londres, récif artificiel sur la côte du Devon ou encore comme navire-hôpital, il fut décidé en mars 2011 de le vendre pour recyclage. Le navire, vendu fin 2012 à l'entreprise turque Leyal Ship Recycling, fut démantelé à partir de juin 2013. 